# Андонова, Наташа
Наташа Андонова (макед. Наташа Андонова, 4 декабря 1993 года, Неготино) — македонская футболистка, атакующий полузащитник клуба «Леванте», капитан сборной Северной Македонии.

## Карьера
Футбольную карьеру начала в клубе «Тиквешанка».
В 2010 году сыграла на чемпионате Европы в возрастной категории до 19 лет. Признана лучшим игроком чемпионата несмотря на то, что Македония заняла последнее место.
Летом 2010 года перешла в «Борец», с которым приняла участие в предварительном раунде Лиги чемпионов 2010/11. Зимой 2010 года вместе со своей сестрой Сийче перешла в «Турбине».
В мае 2015 года перешла в «Русенгорд».
31 января 2017 года перешла в «Пари Сен-Жермен», подписав краткосрочный контракт до июня того же года.
После истечения срока договора с «Пари Сен-Жермен», подписала контракт с «Барселоной». С 2019-го начала играть за испанский Леванте.

## Статистика выступлений

### Клубная статистика
| Клуб             | Сезон            | Лига | Лига | Кубок | Кубок | Лига чемпионов | Лига чемпионов | Суперкубок Испании | Суперкубок Испании | Кубок Каталонии | Кубок Каталонии | Итого | Итого |
| Клуб             | Сезон            | Игры | Голы | Игры  | Голы  | Игры           | Голы           | Игры               | Голы               | Игры            | Голы            | Игры  | Голы  |
| ---------------- | ---------------- | ---- | ---- | ----- | ----- | -------------- | -------------- | ------------------ | ------------------ | --------------- | --------------- | ----- | ----- |
| Барселона        | 2017/18          | 20   | 5    | 2     | 0     | 6              | 1              | -                  | -                  | 0               | 0               | 28    | 6     |
| Барселона        | 2018/19          | 23   | 2    | 1     | 0     | 6              | 0              | -                  | -                  | 2               | 5               | 32    | 7     |
| Барселона        | Итого            | 43   | 7    | 3     | 0     | 12             | 1              | 0                  | 0                  | 2               | 5               | 60    | 13    |
| Всего за карьеру | Всего за карьеру | 0    | 0    | 0     | 0     | 0              | 0              | 0                  | 0                  | 0               | 0               | 0     | 0     |

## Достижения

### Клуб
Турбине:
- Чемпионка Германии: 2010/11, 2011/12

 Русенгорд:
- Чемпионка Швеции: 2015
- Обладательница Кубка Швеции: 2015/16
- Обладательница Суперкубка Швеции: 2016